# Farmacopea Europea
La Farmacopea Europea (Ph. Eur., en inglés European Pharmacopoeia, EP) del Consejo de Europa es una farmacopea que incluye una amplia gama de principios activos y excipientes utilizados para preparar productos farmacéuticos en Europa. Está compuesta por más de 2.000 monografías generales y específicas, incluyendo diversas sustancias químicas, antibióticos, sustancias biológicas, vacunas para uso humano o veterinario; sueros inmunológicos, preparaciones de radiofármacos, fitoterápicos, preparados homeopáticos y reservas homeopáticas. También contiene formas de dosificación, monografías generales, materiales y recipientes, suturas, 268 métodos generales con esquemas o cromatogramas y la descripción de 2210 reactivos. Las monografías describen normas de calidad para todos los principales medicamentos utilizados en Europa. Todos los medicamentos que se venden en los 36 Estados miembros de la Farmacopea Europea deben cumplir con estos estándares de calidad para que los consumidores tengan la garantía de los productos obtenidos de las farmacias y otros proveedores legales.
La Farmacopea Europea es elaborada por la Dirección Europea de Calidad de los Medicamentos (EDQM) y forma parte del Consejo de Europa, con sede en Estrasburgo, Francia. Ha sido creada por el Convenio sobre la elaboración de una Farmacopea Europea a partir de 1964. A pesar de la farmacopea es a menudo considerada como uno de los acuerdos parciales del Consejo de Europa, no es, estrictamente hablando, un acuerdo parcial. Tiene un fundamento jurídico distinto de los demás, establecido mediante el resultado de un tratado. Los otros fueron establecidos por una "resolución legal", aprobada por el Comité de Ministros. Es publicada por el EDQM en inglés y francés, traducciones oficiales nacionales están disponibles en alemán y español (la versión en español se encuentra sólo en Internet).

## Países miembros
Actualmente son 37 los miembros de la Comisión para la Farmacopea Europea (European Pharmacopoeia Commission): Alemania, Austria, Bélgica, Bosnia y Herzegovina, Bulgaria, Croacia, Chipre, Dinamarca, Eslovaquia, Eslovenia, España, Estonia, Finlandia, Francia, Grecia, Hungría, Irlanda, Islandia, Italia, Letonia, Lituania, Luxemburgo, Macedonia del Norte, Malta, Montenegro, Noruega, Países Bajos, Polonia, Portugal, Reino Unido, República Checa, Rumania, Serbia, Suecia, Suiza, Turquía, y la Unión Europea.

En estos países y la Unión Europea, la Farmacopea Europea es la farmacopea oficial. Pueden existir farmacopeas locales adicionales (por ejemplo, en el Reino Unido y Alemania). No todos estos países son Estados miembros de la Unión Europea.
El Convenio está abierto a la firma de todos los países europeos. Otros países pueden obtener el estatuto de observador.

## Ediciones
Desde su 5 ª edición, la farmacopea se publica en dos volúmenes. El volumen 1 contiene los capítulos generales y monografías (por ejemplo, en las formas farmacéuticas, los métodos de análisis, reactivos), el volumen 2 contiene todas las monografías de sustancias. Durante la ejecución de la presente edición se han publicado varios suplementos. Las versiones electrónicas están disponibles (CD-ROM, memoria USB y la versión en línea).
- 1a edición: publicada en 1967.
- 2a edición: publicada en 1980.
- 3a edición: publicada en 1997.
- 4a edición: publicada en 2001, válida desde el 1 de enero de 2002.
- 5a edición: publicada el 15 de junio de 2004, válida desde el 1 de enero de 2005.
- 6a edición: publicada el 16 de julio de 2007, válida desde el 1 de enero de 2008.
- 7a edición: publicada en julio de 2010, válida desde el 1 de enero de 2011.[1]
- 8a edición: publicada en julio de 2013, válida desde el 1 de enero de 2014.
- 9a edición: publicada en julio de 2016, válida desde el 1 de enero de 2017.[5]